# 彭拿費爾足球會
彭拿費爾足球會（葡萄牙語：Futebol Clube Penafiel） (葡萄牙語發音：[pɨnɐfiˈɛɫ] or [penɐfiˈɛɫ])，是一支位于葡萄牙佩纳菲耶尔職業足球會，成立於1951年。現時於葡甲作賽。

## 外部連結
- Official website （葡萄牙語）